# 약탈자 (스타크래프트)
약탈자(영어:Predator)는 스타크래프트 2 종족인 테란의 유닛이다. 군수공장에서 생산이 가능하다.

## 특징
약탈자는 스타크래프트 2에서 새롭게 추가된 유닛으로 스타크래프트 2의 캠페인과 협동전에서만 등장하는 유닛이다. 표범의 모습을 본따서 만들어진 유닛으로 약탈자의 영어 이름인 Predator을 한글로 그대로 음역하면 프레데터가 된다. 약탈자는 화염기갑병, 화염방사병과 함께 테란의 근접 공격 유닛이 되며 근접한 적들에게 광역 피해를 주는 특징을 가진다. 거기다 약탈자는 기동성이 좋은 메카닉 테란의 유닛이기 때문에 코브라와 더불어 메카닉 테란의 기동성을 책임지는 유닛이다. 저글링이나 울트라리스크와 같은 근접 유닛들을 상대하기에도 좋은 조건의 유닛으로 메카닉 테란에선 화염기갑병과 함께 크루시오 공성 전차의 공성 모드시 호위 보조 유닛으로도 활용이 된다. 다만 공중 공격이 안되는 유닛인만큼 적이 공대지 공중 유닛으로 대응하는 경우에는 골리앗과 같은 지대공 지상 유닛이나 공대공 공중 유닛으로 대응해야 한다. 약탈자를 생산하는데 필요한 자원, 인구수, 생산 시간은 광물:100, 가스:100, 인구수:3, 생산 시간:40초이다. 유닛의 능력치는 체력:140, 기본 방어력:1 지대지 지상 공격력:15의 능력치를 가진다. 로봇 발톱이란 무기를 사용하여 적을 공격하며 전기장을 방출하게 되는데 전기장은 약탈자가 광역 공격을 하는 주된 이유가 되는 공격이 된다. 생산하는데 필요한 선행 건물의 조건은 군수공장에 애드온된 기술실이다. 약탈자는 저그의 지상 병력들에 대한 방어용 유닛으로도 유용하게 사용되며 그래서 저그전에서 제일 유용하게 사용되는 유닛이 된다.

## 같이 보기
- 스타크래프트
- 테란